# Попович Василь Михайлович
Попо́вич Васи́ль Миха́йлович (нар. 1897, село Короваї, Городищенська волость, Переяславський повіт, Полтавська губернія — пом. 22 листопада 1921, містечко Базар, Базарська волость, Овруцький повіт, Волинська губернія) — писар 2-го куреня 4-ї Київської дивізії Армії УНР, Герой Другого Зимового походу.

## Життєпис
Народився в 1897 році у селі Коровай Городищенської волості Переяславського повіту Полтавської губернії в українській селянській родині. Родина мала у власності 2 десятини землі. Закінчив церковно-приходську школу. В царській армії служив матросом на флоті. Працював чорноробочим. Не входив до жодної партії.
В 1919 році служив у Червоній армії. Потрапивши в полон «до поляків», був інтернований у таборі міста Вадовиці.
В Армії УНР із 1919 року. Служив у 4-й бригаді 2-ї Волинської дивізії. Під час Другого Зимового походу — писар 2-го куреня 4-ї Київської дивізії.
Розстріляний більшовиками 22 листопада 1921 року у місті Базар.
Реабілітований 25 березня 1998 року.

## Вшанування пам'яті
- Його ім'я вибите серед інших на Меморіалі Героїв Базару.